# Lala Deheinzelin
Lala Deheinzelin (São Paulo, 26 de outubro de 1958) é pioneira em economia criativa, especialista em novas economias e colaboração, e popularmente conhecida por seu trabalho como atriz, apresentadora e produtora cultural nas décadas de 1980 e 1990.
Até 1992 dedicou-se principalmente às artes cênicas, cinema e televisão. Neste período trabalhou ao lado de grandes nomes da cultura brasileira e algumas de suas obras são consideradas referências nos respectivos setores, tendo recebido vários prêmios.
Futurista desde 1995, foi citada entre as 4 principais futuristas da América Latina e Central, no ranking do best seller Ross Dowson.
É criadora do movimento Crie Futuros (2008) e em 2012 editou com este o livro Desejável Mundo Novo. É curadora da categoria Ideia do Movimento HotSpot.

## Trabalhos no cinema
- O Corpo (1991)
- Festa (1989)
- Eros, o Deus do Amor (1981)

## Trabalhos na televisão
- As Noivas de Copacabana (1992)  .... Helena
- A História de Ana Raio e Zé Trovão (1990)  .... Zaira
- Vale Tudo (1988)  .... Cecília